# Каза Белини (Мантова)
Каза Белини је насеље у Италији у округу Мантова, региону Ломбардија.
Према процени из 2011. у насељу је живело 41 становника. Насеље се налази на надморској висини од 66 м.